# Lettera 22 (singolo)
Lettera 22 è un singolo del gruppo musicale italiano I Cugini di Campagna, pubblicato l'8 febbraio 2023.
Il brano, parte dell'omonimo album contenente 8 tracce, è stato presentato durante la prima serata del Festival di Sanremo 2023. Nella classifica finale si posiziona al ventunesimo posto.
Il titolo fa riferimento sia al fatto che le lettere dell'alfabeto italiano sono 21, e dunque è la lettera mai scritta, ma anche alla macchina da scrivere Olivetti Lettera 22, che appare anche nel videoclip ufficiale della canzone, con la quale è idealmente stato scritto il testo.

## Video musicale
Il video è stato reso disponibile in concomitanza del lancio del singolo attraverso il canale YouTube del gruppo.

## Tracce
Testi di Veronica Lucchesi e Dario Mangiaracina, musiche di Veronica Lucchesi, Dario Mangiaracina e Fabio Gargiulo.
1. Lettera 22 – 3:35

## Classifiche
| Classifica (2023) | Posizione massima |
| ----------------- | ----------------- |
| Italia            | 29                |